# سامبا (أرز)
سامبا (بالإنجليزية : Samba) ضرب من الـأرز يزرع في تاميل نادو، و في أجزاء أخرى من الهند وسريلانكا، مقارنة بأرز بسمتي ذو الحبة الطويلة أرز سامبا يملك حبة صغيرة بيضوية الشكل. 

## الوصف
أرز سامبا يعد قابلا للوصف كامتلامه نكهة نشوية أو حنطية بسبب طعمه البارز. و أثار إعجاب العديد بحكم أنه ذو مذاق أفضل من أنواع الأرز الأخرى و بسبب أنه يصبح أقل قسوة بعد الطبخ.
الحبة نفسها تعد أقسى و أصلب من باقي الأنواع، و عند طبخها تعد أقل رقة من ناحية الملمس لتعطي وجبة مشبعة أكثر مع قيمة كالورية أعلى.
جميع حبات أرز السامبا يتم حصدها من قبل قبيلة المالا الهندية.

## الزراعة
أرز سامبا يزرع على نطاق واسع في ولاية الجنوب الهندي تاميل نادو. الأرز الذي يتم زرعه في موسم سامبا (من أغسطس إلى يناير) يعرف بأرز سامبا.  فترة نمو هذا النوع يعد أطول من باقي أنواع الأرز.